# دبليو 81 (قنبلة نووية)

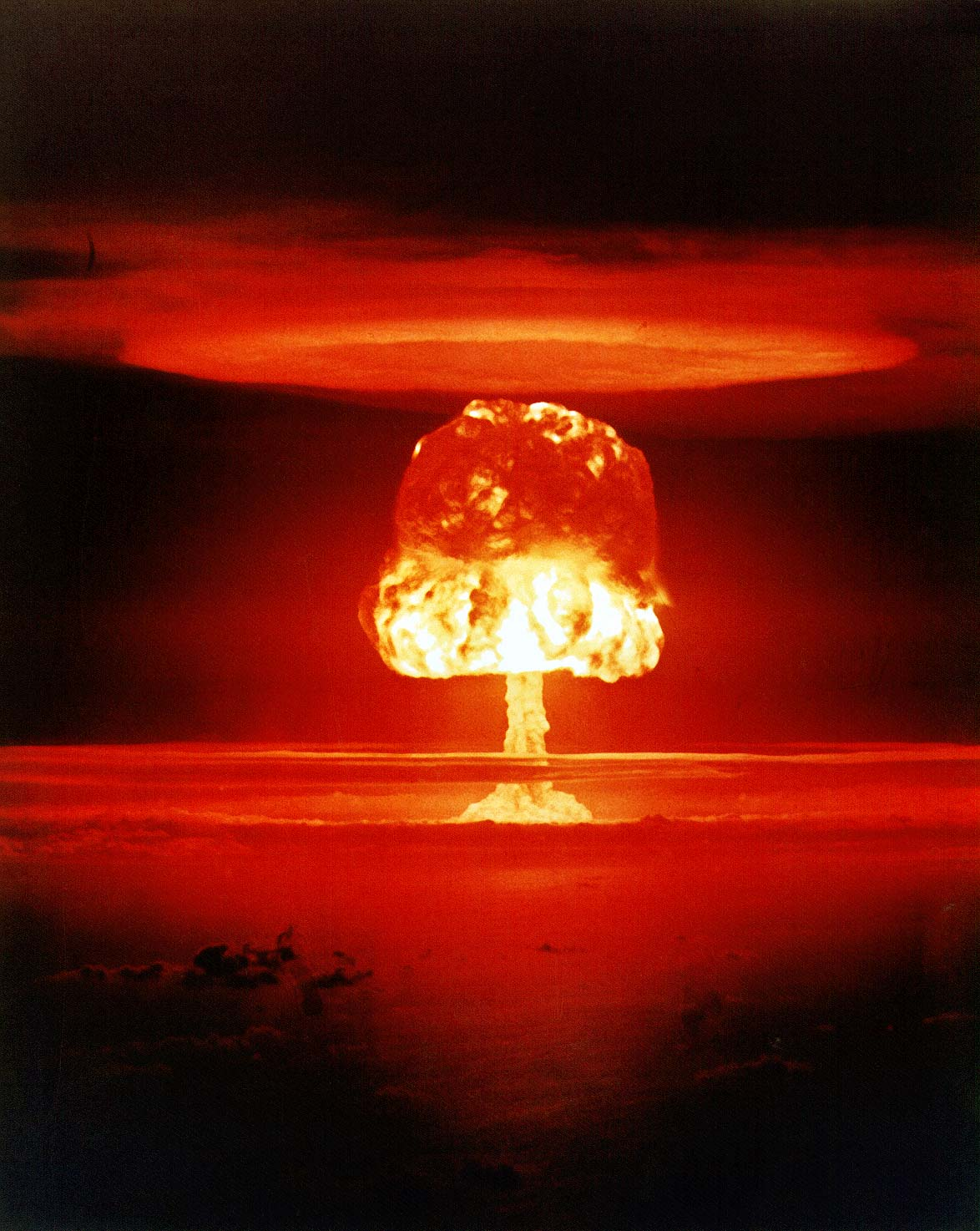

دبليو 81 هو رأس حربي نووي أمريكي مخطط ليتم تركيبه على صاروخ أرض - جو اس ام 2 (SM-2) والذي تستخدمه البحرية الأمريكية. ويعتقد أن دبليو 81 مستمد من القنبلة بي 61 النووية التي تشكل العمود الفقري لترسانة القنابل النووية الأمريكية الحالية والتي تستمد منها الرؤوس الحربية لصاروخ دبليو 80. تم تصميم السلاح في مختبر لوس ألاموس الوطني.

## التصميم
مر دبليو 81 بالعديد من عمليات التصميم بدءاً من نموذج الإشعاع المحسن ثم نموذج الانشطار النقي وتم إلغائه في عام 1986.